# Rode kabbes
Rode kabbes is de Surinaamse naam voor enkele plaatselijk voorkomende soorten hoge bomen zonder plankwortels in Zuid- en Midden-Amerika. De term 'rode kabbes' verwijst volgens het etymologisch woordenboek specifiek naar drie tropische bomen van het geslacht Andira uit de vlinderbloemenfamilie:
- Andira coriacea (ook wel angelin of acapurana genoemd) en
- Andira surinamensis (korano), die sporadisch voorkomen in het regenbos; en
- bomen van de soort Andira inermis (koraro), die plaatselijk vrij veel voorkomen in moerassen en drasbossen.

Deze bomen hebben pluimen van roze of lichtpaarse bloemen, rondachtige vruchten en roodbruin kernhout. De benaming "rode" is afgeleid van de roodachtige kleur van het kernhout (redi kabisi in het Sranantongo).

## Etymologie
Het woord 'kabbes' is afkomstig uit het Sranantongo, waar het woord kabisi (hout of boom) wordt gebruikt. Dit is mogelijk ontleend aan het Engelse cabbage (kool), dat weer is afgeleid van het Franse caboche (kop, bol). Het Oudfranse caboche stamt van cabosse, samengesteld uit ca- (een klanknabootsend voorvoegsel) en bosse (bult, knobbel, uitwas). Bosse is terug te voeren op een Germaanse oorsprong, vergelijkbaar met het woord boten (slaan), wat in figuurlijke zin "zwelling" betekent.
De naam "kabbes" wordt in Suriname vaak gebruikt voor houtsoorten met grove of ruwe structuur, waarbij een voorvoegsel, zoals "rode," de specifieke kleur en eigenschappen van het hout aangeeft. De oudste vermeldingen van de naam "rode kabbes" dateren uit 1835.

## Beschrijving
De bladeren van deze boomsoorten zijn oneven geveerd en bestaan uit tegenoverstaande blaadjes. De bloemen zijn gegroepeerd in eindstandige pluimen. De peulen springen niet open en bevatten doorgaans één zaad. Dit zaad is eivormig tot bolrond, roodbruin van kleur, zwaar, duurzaam en heeft een grove structuur.
Andira coriacea bereikt een hoogte van 30 tot 35 meter en een stamdikte van 0,8 tot 1 meter. Het spinthout is wit tot lichtgeel en steekt duidelijk af tegen het steenrode kernhout. Het heeft een opvallend uiterlijk door de lichtgekleurde banden. De draad van het hout is recht of kruisdradig en de nerf is grof.

## Economische waarde
Het hout is tamelijk zwaar, waardoor eindproducten van deze houtsoort zwaar zijn om te tillen. Het hout van deze bomen geldt als goed bouwhout en is geschikt voor draaiwerk en meubelen. Het hout kan echter worden aangetast door schimmels en termieten.

## Culturele waarde
Een rode kabbes (Andira coriacea) is in 1995 in de Surinaamse plaats Groningen geplant als herdenkingsboom ter gelegenheid van het 150-jarige jubileum van de immigratie van de Boeroes naar Suriname. Voor deze boom werd gekozen omdat hij op al hun boerderijen groeide.